# Kiss (rivista)
Il KISS (KISS?, KISS) è una rivista mensile di manga josei pubblicata dalla Kōdansha. È pubblicata principalmente per le ragazze che hanno raggiunto la maggiore età. La sua uscita avviene ogni 10 e 25 del mese.

## Manga pubblicati
- 1/2 no Ringo
- 30 Kon Miso-com
- AD Aiko
- Ayashige Tsuuhan
- Baby Pop
- Bishin ni Hizamazuke!
- Candy Life
- Chako-chan Ken-chan
- Death, the Maiden and I
- Furufuru
- Girl
- Hotaru no hikari
- Ichigota-san no Hanashi
- Inter Sexuality
- Kimi wa Petto
- Kiss & Never Cry
- Komame no Oshigoto
- Konna Otoko ni Te wo dasu na!
- Koukyuu Historical
- Mirion Roodo
- Nanako House
- Nee, Honey Shiranai no?
- Nodame Cantabile
- Oi Piitan!!
- Otona no Onna wa Raku Ja Nai
- Perfect World
- Rakuen no Minami
- Rento
- Seishun Joutou!!
- Tenjou no Niji
- Tokyo Alice Josei
- Tokyo Marble Chocolate Josei